# Gerry Weber Open
A Gerry Weber Open minden év júniusában megrendezett tenisztorna férfiak számára a németországi Halle városában.
Az ATP 500 Series tornák közé tartozik 2015 óta, összdíjazása 1 696 645 €. A versenyen 32 versenyző vehet részt.
A mérkőzéseket szabadtéri, füves borítású pályákon játsszák 1993 óta.

## Döntők

### Egyéni
| Év   | Győztes               | Ellenfél a döntőben   | Eredmény a döntőben    |
| ---- | --------------------- | --------------------- | ---------------------- |
| 1993 | Henri Leconte         | Andrij Medvegyev      | 6–2, 6–3               |
| 1994 | Michael Stich         | Magnus Larsson        | 6–4, 4–6, 6–3          |
| 1995 | Marc Rosset           | Michael Stich         | 3–6, 7–6(11), 7–6(8)   |
| 1996 | Nicklas Kulti         | Jevgenyij Kafelnyikov | 6–7(5), 6–3, 6–4       |
| 1997 | Jevgenyij Kafelnyikov | Magnus Larsson        | 7–6(2), 6–7(5), 7–6(7) |
| 1998 | Jevgenyij Kafelnyikov | Magnus Larsson        | 6–4, 6–4               |
| 1999 | Nicolas Kiefer        | Nicklas Kulti         | 6–3, 6–2               |
| 2000 | David Prinosil        | Richard Krajicek      | 6–3, 6–2               |
| 2001 | Thomas Johansson      | Fabrice Santoro       | 6–3, 6–7(5), 6–2       |
| 2002 | Jevgenyij Kafelnyikov | Nicolas Kiefer        | 2–6, 6–4, 6–4          |
| 2003 | Roger Federer         | Nicolas Kiefer        | 6–1, 6–3               |
| 2004 | Roger Federer         | Mardy Fish            | 6–0, 6–3               |
| 2005 | Roger Federer         | Marat Szafin          | 6–4, 6–7(6), 6–4       |
| 2006 | Roger Federer         | Tomáš Berdych         | 6–0, 6–7(4), 6–2       |
| 2007 | Tomáš Berdych         | Márkosz Pagdatísz     | 7–5, 6–4               |
| 2008 | Roger Federer         | Philipp Kohlschreiber | 6–3, 6–4               |
| 2009 | Tommy Haas            | Novak Đoković         | 6–3, 6–7(4), 6–1       |
| 2010 | Lleyton Hewitt        | Roger Federer         | 3–6, 7–6(4), 6–4       |
| 2011 | Philipp Kohlschreiber | Philipp Petzschner    | 7–6(5), 2–0 feladta    |
| 2012 | Tommy Haas            | Roger Federer         | 7–6(7–5), 6–4          |
| 2013 | Roger Federer         | Mihail Juzsnij        | 6–7(5), 6–3, 6–4       |
| 2014 | Roger Federer         | Alejandro Falla       | 7–6(2), 7–6(3)         |
| 2015 | Roger Federer         | Andreas Seppi         | 7–6(1), 6–4            |

### Páros
| Év   | Győztesek                             | Ellenfelek a döntőben                     | Eredmény a döntőben |
| ---- | ------------------------------------- | ----------------------------------------- | ------------------- |
| 1993 | Petr Korda Cyril Suk                  | Mike Bauer Marc-Kevin Goellner            | 7–6, 5–7, 6–3       |
| 1994 | Olivier Delaître Guy Forget           | Henri Leconte Gary Muller                 | 6–4, 6–7, 6–4       |
| 1995 | Jacco Eltingh Paul Haarhuis           | Jevgenyij Kafelnyikov Andrej Olhovszkij   | 6–2, 3–6, 6–3       |
| 1996 | Byron Black Grant Connell             | Jevgenyij Kafelnyikov Daniel Vacek        | 6–1, 7–5            |
| 1997 | Karsten Braasch Michael Stich         | David Adams Marius Barnard                | 7–6, 6–3            |
| 1998 | Ellis Ferreira Rick Leach             | John-Laffnie de Jager Marc-Kevin Goellner | 4–6, 6–4, 7–6       |
| 1999 | Jonas Björkman Patrick Rafter         | Paul Haarhuis Jared Palmer                | 6–3, 7–5            |
| 2000 | Nicklas Kulti Mikael Tillström        | Mahes Bhúpati David Prinosil              | 7–6, 7–6            |
| 2001 | Daniel Nestor Sandon Stolle           | Makszim Mirni Patrick Rafter              | 6–4, 6–7, 6–1       |
| 2002 | David Prinosil David Rikl             | Jonas Björkman Todd Woodbridge            | 4–6, 7–6, 7–5       |
| 2003 | Jonas Björkman Todd Woodbridge        | Martin Damm Cyril Suk                     | 6–3, 6–4            |
| 2004 | Lijendar Pedzs David Rikl             | Tomáš Cibulec Petr Pála                   | 6–2, 7–5            |
| 2005 | Roger Federer Yves Allegro            | Joachim Johansson Marat Szafin            | 7–5, 6–7, 6–3       |
| 2006 | Fabrice Santoro Nenad Zimonjić        | Michael Kohlmann Rainer Schüttler         | 6–0, 6–4            |
| 2007 | Simon Aspelin Julian Knowle           | Fabrice Santoro Nenad Zimonjić            | 6–4, 7–6            |
| 2008 | Mihail Juzsnij Mischa Zverev          | Lukáš Dlouhý Lijendar Pedzs               | 6–3, 4–6, 10-3      |
| 2009 | Christopher Kas Philipp Kohlschreiber | Andreas Beck Marco Chiudinelli            | 6–3, 6–4            |
| 2010 | Szerhij Sztahovszkij Mihail Juzsnij   | Martin Damm Filip Polášek                 | 4–6, 7–5, [10–7]    |
| 2011 | Róhan Bópanna Iszámul-Hak Kuraisi     | Robin Haase Miloš Raonić                  | 7–6(8), 3–6, [11–9] |
| 2012 | Iszámul-Hak Kuraisi Jean-Julien Rojer | Treat Conrad Huey Scott Lipsky            | 6–3, 6–4            |
| 2013 | Santiago González Scott Lipsky        | Daniele Bracciali Jónátán Erlich          | 6–2, 7–6(3)         |
| 2014 | Andre Begemann Julian Knowle          | Marco Chiudinelli Roger Federer           | 1–6, 7–4, [12–10]   |
| 2015 | Raven Klaasen Rajeev Ram              | Róhan Bópanna Florin Mergea               | 7–6(5), 6–2         |